# Orthasterias koehleri
Orthasterias koehleri is een zeester uit de familie Asteriidae.
De wetenschappelijke naam van de soort werd in 1897 gepubliceerd door Perceval de Loriol.